# Alexander Pawlowitsch Silajew
Alexander Pawlowitsch Silajew (russisch Александр Павлович Силаев; * 2. April 1928 in Moskau; † 31. Dezember 2005 ebenda) war ein sowjetischer Kanute aus Russland.

## Karriere
Alexander Silajew nahm an den Olympischen Spielen 1960 in Rom im Einer-Canadier im Wettbewerb auf der 1000-Meter-Strecke teil. Er gewann dabei sowohl seinen Vorlauf als auch seinen Halbfinallauf. Im Finale musste er sich schließlich dem Ungarn János Parti geschlagen geben, der nach 4:33,03 Minuten als Erster die Ziellinie überquerte. Silajew erreichte 1,4 Sekunden nach Parti das Ziel, selbst 1,4 Sekunden vor dem drittplatzierten Rumänen Leon Rotman, womit er die Silbermedaille gewann.
Seine übrigen internationalen Medaillen sicherte sich Silajew im Zweier-Canadier. Bereits 1958 wurde er in Prag mit Stepan Oschtschepkow über 10.000 Meter Weltmeister. Ein Jahr zuvor war ihm schon in Gent der Titelgewinn bei den Europameisterschaften gelungen, diesmal mit Pawel Charin über 1000 Meter. Die beiden belegten über 10.000 Meter zudem den zweiten Platz. Mit Oschtschepkow wurde er in Duisburg auf dieser Distanz dann auch Europameister. 1961 sicherten sich Silajew und Oschtschepkow in Posen sowohl über 1000 Meter als auch über 10.000 Meter die Silbermedaille.